# バッソンピエール元帥の体験
『バッソンピエール元帥の体験』（ドイツ語: Erlebnis des Marschalls von Bassompierre）は、フーゴ・フォン・ホーフマンスタールによる短編小説。ゲーテが『ドイツ移民の談話』に挿話として収めたフランソワ・ド・バッソンピエールの回想録の抄訳をホーフマンスタールが翻案した作品であり、1900年の秋にウィーンの週刊誌『ディー・ツァイト』に掲載された。劇作家としては多作であった作者の、数少ない小説作品の一つ。
本記事名の『バッソンピエール元帥の体験』は前川道介や山川丈平が用いた日本語題であり、この他にも数多くの訳者に様々な題の下に日本語訳されてきた。

## あらすじ
舞台はペストが流行する近世のパリ。放蕩家として鳴らす「私」こと、後のフランス元帥バッソンピエールの若かりし頃の物語である。
厳しい冬の寒さを和らげる暖炉の灯りに照らされ、「私」は若い主婦との、どこか不吉さも伴う幻想的な交合を楽しんでいた。再会の約束を取り付けようとする「私」に対して、女は日時と場所についてあれこれと条件を付けたものの、結局は申し出を受け入れるのだった。女は、もし自らが夫か「私」以外の男と関係を持つようなことがあればどのようなむごたらしい死を迎えても構わない、とこぼす。
ふとしたことから女の夫に興味を抱いた「私」は、夫婦の家を盗み見る。「私」の勝手な想像を裏切り、夫はどこか気品を漂わせる美丈夫であった。夫が自身の指や爪に注意深く視線を落とす振る舞いは、かつて王の命によりブロワ城に幽閉され、「私」自身もその監視を勤めたことがある、とある貴人を連想させた。二人の男の共通点は、観察を続けるほどに「私」の中でより色濃く意識されていく。その翌日、「私」はペストによる死者が出た部屋では消毒のために藁を燃やすこと、ペストの感染の症候は爪に現れることなどを耳にする。
女との約束通りに彼女の叔母の家の一室へと赴いた「私」は、自らのノックに返ってきた男の声に狼狽して一度はここを離れたものの、その窓から覗く炎のような明かりの瞬きに先の逢瀬の記憶を強く引き出され、女を我が手に取り戻さんと荒ぶって部屋に飛び込む。ところが、窓から覗いていた明かりはベッドの藁が燃やされて出た炎による物であり、部屋の中にいたのはこの作業に従事する男らと、机の上に横たえられた二つの裸の死体であった。後に「私」は女の身元を調査しようとするのだが、わずかな手がかりさえ得ることができなかった。